# Arquidiocese de Benevento
A Arquidiocese de Benevento (Archidiœcesis Beneventana) é uma circunscrição eclesiástica da Igreja Católica situada em Benevento, Itália. Seu atual arcebispo é Felice Accrocca. Sua Sé é a Catedral de Santa Maria de Episcopio.
Possui 116 paróquias servidas por 213 padres, abrangendo uma população de 268 600 habitantes, com 98,5% da dessa população jurisdicionada batizada (264 600 católicos).

## História
Apenas por cerca de quatro séculos foi verificado que a Igreja Beneventana teve origem apostólica.
O escritor eclesiástico de Benevento, Mario La Vipera, arquidiácono da Metropolitana, no Catalogus Sanctorum Ecclesiae Beneventanae (1635) e na Chronologia episcoporum et archiepiscoporum Metropolitanae ecclesiae beneventanae (1636), afirma que, antiqua traditione et ex maiorum nostrorum traditione o primeiro bispo foi São Fotino, grego, enviado por São Pedro no ano 40. No entanto, nem todos os bispos transmitidos ex antiqua traditionale têm um fundamento histórico e documental.
O ordinário de Benevento Landolfo foi o primeiro a receber o título de arcebispo metropolitano com a bula Cum certum sit do Papa João XIII de 26 de maio de 969. O arcebispo gozava de privilégios particulares: selava seus diplomas com um carimbo de chumbo , como é o caso na Cúria Romana, e como o próprio pontífice, ele usava o camauro e tinha suas visitas procedentes do Santíssimo Sacramento. Essas regalias cessaram no ano de 1466, com o arcebispo Niccolò Piccolomini e sob o Papa Paulo II.
Com o tempo, a arquidiocese teve até 32 dioceses sufragâneas. Depois, os bispos sufragâneos foram reduzidos a 24, no início do século XII ou melhor, no Concílio provincial de Ugone Guidardi em 1374, visto que estão gravados na porta de bronze da catedral de Benevento.
Nesta vasta região eclesiástica, que se estendia do Tirreno ao Adriático, juntavam-se as aldeias de cinco províncias: Benevento, Caserta, Campobasso, Foggia e Avellino, de forma que quase representa o ducado de Benevento, após a cisão das de Salerno e de Cápua. As dioceses sufragâneas foram então reduzidas a treze, que permaneceram assim até o final da Segunda Guerra Mundial.
Dois cardeais, arcebispos da cidade, ascenderam ao trono papal: Paulo III e Bento XIII.

## Prelados

### Bispos
- São Januário † (? - 305)
- Teófilo † (mencionado em 313)
- São Doro I (?) † (320)
- Santo Apolônio † (326)
- São Cassiano (?) † (340)
- São Januário II † (mencionado em 343/344)
- Liniano I † (369)[3]
- Santo Emílio † (antes de 406 - depois de 407)
- São João I ? † (415 - 448)[4]
- Doro II † (mencionado em 448)
- São Tamaro † (465)
- São Sófio † (490)[5]
- Epifânio † (antes de 491/496 - depois de 499)
- Feliz I (?) † (520)
- São Marciano † (533)[6]
- São Zózimo † (543)[7]
- Feliz II † (585)
- Liniano II † (591)[3]
- Davi I † (600)[8]
- Barbaro † (601)
- Alfano † (615)
- Ildebrando† (651 - 663)
- São Barbato † (663 - 681)
- Beato João II † (684 - 616)
- Totão † (mencionado em 633)
- Monoaldo † (mencionado em 643)
- João III † (mencionado em 648)
- Davi II † (cerca 681/681 - 696)[9]
- Gutão †
- Orso † (mencionado em 831 e em 839)[10]
- Ermerisso † (antes de 839 - 845)
- João IV † (845 - ?)
- João V † (851 - ?)
- Aione † (871 - 886)
- Pedro † (887 - 914)
- João VI † (914 - 928)
- João VII † (928 - 956)
- Landolfo I † (956 - 969)